# Eurya tetragonoclada
Eurya tetragonoclada är en tvåhjärtbladig växtart som beskrevs av Elmer Drew Merrill och Chun. Eurya tetragonoclada ingår i släktet Eurya och familjen Pentaphylacaceae. Inga underarter finns listade i Catalogue of Life.